# Râul Pădureni, Râul Negru
Râul Pădureni sau Râul Beșeneu este un curs de apă, afluent al Râului Negru. 